# Bamti Bhandar
Bamti Bhandar (nep. बाम्ती) – gaun wikas samiti w środkowej części Nepalu w strefie Dźanakpur w dystrykcie Ramechhap. Według nepalskiego spisu powszechnego z 2001 roku liczył on 633 gospodarstw domowych i 2895 mieszkańców (1504 kobiet i 1391 mężczyzn).